# Ротвајлер
Ротвајлер је раса домаћег пса из групе пинчера, шнауцера, молоса, швајцарских пастирских паса. Ротвајлери су врло цењени пси и често се држе као љубимци због своје високе интелигенције, неустрашивости и велике повезаности са власником. Познат је и као месарски пас јер се, наводно у граду Ротвајл, одакле им потиче назив ротвајлер, налазила и значајна корпорација месара који су за своје потребе користили ротвајлера.
Занимљиво је да од свих раса паса, најјачи угриз има управо ротвајлер. Захваљујући својим широким јаким вилицама, најјачи измерени угриз износи 250 kg/cm².
Тренутно га користе у аустријској полицији. Смирен, одан и паметан, стрпљив је са децом, али може да буде крволочан са странцима. Уопштено говорећи, својом пропорционалном статуром, ротвајлер даје утисак мишићавог, снажног, гипког и издржљивог пса. Врат је јак, рамена су импресивне ширине, док је тело набијено.
Ротвајлер је данас друга најпопуларнија раса у САД.

## Историја ротвајлера
Ротвајлери важе за једну од најстаријих раса, мада се теорије о њиховом пореклу разликују. Према мишљењу Кинолога Штребела, ротвајлер је типичан немачки пас. С друге стране, можда воде порекло још од доба Римљана од паса узгајаних за борбе са лавовима у аренама, мастифа. Преци данашњих ротвајлера су врло вероватно римски чувари стада, који су пратили римске војнике кроз дуге маршруте преко алпских венаца, терајући стоку којом су се војници хранили. Најмање једна од ових маршрута их је одвела у јужну Немачку, где су се неки од ових људи и населили. Ова раса је тада била више цењена због својих изузетних радних способности, а мање због одлике као породичног пса.
Порекло имена ротвајлер води од немачког града Ротвајл, изведено од речи која означава црвени цреп кровова римских купатила која су откривена у 8. веку, а дослован превод би био „црвена вила“.
Ротвајл је просперирао и постао центар сточне трговине. Пси мештана су били задужени за различите послове – водили су и чували стадо, чували зарађен новац и служили као пси за вучу. Тако је „месарски пас“ еволуирао и постао саставни део градске индустрије све до средине 19. века. У то време је превоз стоке био забрањен, а пси који су дотад носили терет, замењени су магарцима и вагонима. 
О ротвајлерима као самосталној раси први пут се говори 1890. године. Будући да је била мала потражња и потреба за овом заиста виталном и способном расом, ротвајлери су били готово на ивици изумирања.
Са сазнањем да је до ове границе дошло, одгајивачи паса су оформили клуб 1901. године и настојали да поврате расу. Иако је овај клуб био кратког века, утицао је на формирање стандарда расе.
Два наредна клуба су основана 1907. године, од којих је један промовисао расу као расу полицијских паса, а већ 1910. званично је устоличен као полицијски пас. Ова два клуба су се спојила 1921. године.
Током Првог светског рата, ротвајлер је добио улогу у немачкој војсци.
Број представника расе је наставио да расте, а тридесетих година прошлог века ротвајлери су почели да учествују на изложбама Америчког кинолошког клуба.
Интересантно је то да је ротвајлер успео да од расе која је била на ивици изумирања дође до места друге најпопуларније расе у Америци.

## Телесне карактеристике
Ротвајлери као раса спадају у снажне, средње велике псе. Мужјаци су знатно крупнији од женки. Мужјак је просечне тежине између 50-60 kg и висине 61-69 cm, док женке теже између 35-48 kg, висине 56-63 cm. Глава ротвајлера се код мужјака и женки разликује само по величини, не и по форми. Типично је јака и широка, са малим ушима у облику троугла, високо постављеним и спуштеним, са лепо развијеним челом, набораним када је пас на опрезу. Очи су му бадемасте, тамносмеђе боје, мирног погледа. Њушка је средње дуга, са изузетно снажним зубима. Врат ротвајлера је мишићав, а тело је набијено, равних леђа и широког грудног коша. Реп им је природно дугачак и јак, водоравно ношен. Најчешће се реп купира, односно скраћује на првом или другом пршљену и то док је пас штене, посебно код кућних љубимаца.
Длака им је кратка, компактна, с тим што је мало дужа на лицу, задњим шапама и репу, претежно црне боје, али доњи део њушке, груди и шапе су увек светлије, браон-наранџасте боје. Поддлака никада не сме да се види испод длаке. Просечни животни век ротвајлера је око 10 година, углавном између 8 и 11 година.
Ротвајлер је неустрашив и ефикасан пас чувар, који никад не лаје без разлога. Потребна му је слобода и не подноси да остане сувише дуго везан. Може да буде веома дисциплинован, али је потребна дресура и ауторитативност.

## Дресура
Карактер било које расе пса зависи искључиво од наследних, генетских и стечених, научених фактора. Уз поштовање његове менталне конструкције, односно, менталног склопа, његово понашање је у основи пријатељско, он је одан и послушан и има вољу за радом. Ротвајлери су углавном у основи уравнотежени, самоуверени и храбри пси. Врло брзо се везују за породицу, односно власника и спремни су да ураде све како би их заштитили.
Доста су суздржани и неповерљиви према странцима што их чини квалитетним чуварима домаћинства. Његов темперамент и његова спремност на акцију, као и жеља за кретањем су мерени. Његова реакција на негативан надражај је оштра, неустрашива и уверљива. Спадају у високо интелигентне псе и способност учења је веома изражена.
За држање као љубимца, неопходан је ауторитативни власник и доследна дресура. Пса одмалена треба социјализовати и научити га границама које не сме да прелази. Женке ротвајлера су оданије и приврженије власнику па их је лакше дресирати.

## Здравље и нега
Ротвајлери су релативно здрава раса. Међутим захтевају свакодневну физичку и менталну активност. Уживају на хладним температурама, а с друге стране може доћи до топлотног удара када је превише топло. Ротвајлер може живети напољу у умереним до хладним климатским условима, докле год има склониште. Потребно је да проводе довољно времена у кући још као штене, са својом људском породицом, како би се на прави начин социјализовао и везао за људе. 
Чести здравствени проблеми ротвајлера су коронарна артеријска болест, дисплазија колена и кука, субаортна стеноза, остеосарком, торзија желуца, и канцер, док нешто ређи су опсесивно-компулзивни поремећај, ентропија, ектропија, вонвилебрандова болест, паностеитис. Повремено је примећено прогресивна атрофија рожњаче, катаракта, као и епилепсија.
Ова раса је врло енергична и потребно им је доста активности и кретања. У супротном склони су гојењу што може изазвати низ обољења. Добро се прилагођавају условима живота у стану уз редовне шетње. У дворишту ће пас уживати, али никако не сме бити запостављен у боксу јер ротвајлер пати без човековог друштва.
Ротвајлери не захтевају много неге. Нега око длаке је минимална, и подразумева само повремено четкање да би се уклонила мртва длака. Врло се мало лињају и довољно их је темељно очеткати једном недељно.

## Галерија
- Мужјак и женка ротвајлера
- Деветомесечни ротвајлер
- Десетомесечни ротвајлер
- Дванаестомесечни ротвајлер
- Штене ротвајлера
- Глава ротвајлера од испред
- Глава ротвајлера са стране
- Два ротвајлера